# Microxydia strigosa
Microxydia strigosa är en fjärilsart som beskrevs av W. Warren 1904. Microxydia strigosa ingår i släktet Microxydia och familjen mätare. Inga underarter finns listade i Catalogue of Life.